# Село имени Актан батыра (Актюбинская область)
имени Актан батыра (каз. Ақтан батыр ат.) — село в Шалкарском районе Актюбинской области Казахстана. Входит в состав Актогайского сельского округа. Код КАТО — 156438200.

## География
Расположено у железнодорожной станции Кауылжыр Казахской железной дороги, в 19 км к юго-востоку от села Котыртас.

## История
Образовано совместным решением маслихата Актюбинской области от 18 апреля 2012 года № 22 и постановление акимата Актюбинской области от 18 апреля 2012 года № 132.